# KBS 2TV 시트콤
KBS 2TV 시트콤은 KBS 2TV에서 방송했던 시트콤 드라마 프로그램이다.

## 개요

### 일일 시트콤
1997년 5월 5일 시작한 《마주보며 사랑하며》였고 1998년 2월 13일 1차 폐지되었다가 2000년 5월 1일 시작된 《멋진 친구들》로 부활되었으며 2002년 10월 25일 2차 폐지되었다. 이듬해인 2003년《달려라 울엄마》로 부활했으며 2006년 11월 17일에 다시 폐지되었다. 이듬해인 2007년에 《못말리는 결혼》으로 또 다시 부활했으나 부활 6개월 만에 다시 폐지되었다. 그리고, 4년뒤인 2012년 2월 27일에 또 다시 부활되어 방송되다가 2013년 8월 16일에 완전히 폐지되었다.

### 청춘 시트콤
《아무도 못말려》, 《오! 해피데이》 등 2개의 작품을 제외하고는 거의 모든 작품이 가족 시트콤으로 방송되었고, 더불어 사극을 소재로 한 《사관과 신사》와 《어사출두》, 유람선을 소재로 한 《사랑의 유람선》과 같이 신선한 소재를 다룬 것도 있었다.

## 프로그램 리스트
|  | - 아래의 텔레비전 드라마 중 2002년 11월 이후에 시청 가능 연령을 표시하는 드라마 등급 제도를 의무적으로 시행하고 있습니다. - 2017년 3월 1일부터 TV 프로그램 등급 표시 외에 주제, 폭력성, 선정성, 언어, 모방 위험 등 분류 사유 표시를 의무적으로 시행하고 있습니다. |

### 일일 시트콤
- 《마주보며 사랑하며》: 1997년 5월 5일 ~ 1997년 11월 21일
- 《아무도 못말려》: 1997년 11월 24일 ~ 1998년 2월 13일
- 《멋진 친구들》: 2000년 5월 1일 ~ 2001년 4월 27일
- 《멋진 친구들 Ⅱ》: 2001년 4월 30일 ~ 2001년 11월 2일
- 《쌍둥이네》: 2001년 4월 30일 ~ 2001년  11월 2일
- 《잘난 걸 어떡해》: 2001년 11월 5일 ~ 2002년 3월 8일
- 《동물원 사람들》: 2002년 3월 11일 ~ 2002년 10월 25일
- 《달려라 울엄마》: 2003년 6월 9일 ~ 2004년 5월 14일
- 《달래네 집》: 2004년 5월 17일 ~ 2004년 11월 19일
- 《올드 미스 다이어리》: 2004년 11월 22일 ~ 2005년 11월 4일
- 《사랑도 리필이 되나요?》: 2005년 11월 7일 ~ 2006년 6월 5일
- 《웃는 얼굴로 돌아보라》: 2006년 7월 3일 ~ 2006년 11월 17일
- 《못말리는 결혼》: 2007년 11월 5일 ~ 2008년 5월 30일 (본 작품부터 HD 방송 시작)
- 《선녀가 필요해》: 2012년 2월 27일 ~ 2012년 7월 24일
- 《패밀리》: 2012년 8월 13일 ~ 2013년 2월 6일
- 《일말의 순정》: 2013년 2월 18일 ~ 2013년 8월 16일

### 가족 시트콤
- 《반쪽이네》: 2000년 1월 22일 ~ 2000년 4월 29일

### 주간 시트콤
- 《간 큰 남자》: 1995년 9월 7일 ~ 1996년 2월 29일

### 수목 시트콤
- 《빌런의 나라》 : 2025년 3월 19일 ~ 2025년 4월 24일

### 금요 시트콤
- 《마음의 소리》 : 2016년 12월 9일 ~ 2017년 1월 6일

### 토요 시트콤
- 《행복을 만들어 드립니다》: 1998년 2월 21일 ~ 1999년 5월 1일

### 일요 시트콤
- 《사관과 신사》: 1998년 11월 22일 ~ 1999년 5월 2일
- 《어사출두》: 1999년 5월 9일 ~ 1999년 10월 10일
- 《오! 해피데이》: 1999년 10월 24일 ~ 2000년 1월 30일
- 《사랑의 유람선》: 2000년 5월 6일 ~ 2000년 10월 8일[1]

## 경쟁 프로그램
- 문화방송 시트콤
- SBS 시트콤